# اشنیلویل (ایندیانا)
اشنیلویل (به انگلیسی: Schnellville) یک منطقهٔ مسکونی در ایالات متحده آمریکا است که در شهرستان دوبوا، ایندیانا واقع شده‌است. اشنیلویل ۱۷۰ نفر جمعیت دارد و ۱۹۹٫۰۴ متر بالاتر از سطح دریا واقع شده‌است.